# 内藤正中
内藤 正中（ないとう　せいちゅう、1929年7月13日- 2012年12月16日）は、日本の歴史学者。島根大学名誉教授、鳥取短期大学北東アジア文化総合研究所長。専攻は日本経済史。

## 経歴
岡山県生まれ、京都大学経済学部卒、同大学院修了（旧制）。父親の内藤雋輔が島根県出身だった縁で、1955年島根大学講師となり、1968年同大学教授、附属図書館長や法文学部部長を務めた。1993年退官。退官後は鳥取短期大学北東アジア文化総合研究所所長に就任した。
日本が係争中の領土問題を巡って、自著の中で、外務省の主張の矛盾や、原史料の隠蔽を暴いた。
父は岡山大学名誉教授・内藤雋輔。

## 著書
- 『自由民権運動の研究 国会開設運動を中心として (歴史学研究叢書 青木書店, 1964
- 『過疎と新産都』山陰文化シリーズ 第31 今井書店, 1968
- 『島根県の歴史』 (県史シリーズ 山川出版社, 1969
- 『過疎対策』山陰文化シリーズ 39 今井書店, 1971
- 『山陰の年輪』 (シリーズ日本の年輪 創樹社, 1975
- 『山陰の風土と歴史』 (風土と歴史  山川出版社, 1976
- 『島根の近代農業史』松江文庫 (報光社内), 1976
- 『わが町の歴史・松江』 (わが町の歴史シリーズ) 文一総合出版, 1979
- 『島根県の百年』 (県民100年史 山川出版社, 1982
- 『島根県の教育史』(都道府県教育史) 思文閣出版, 1985
- 『日本海地域の在日朝鮮人 在日朝鮮人の地域研究』多賀出版, 1989
- 『竹島(鬱陵島)をめぐる日朝関係史』多賀出版, 2000
- 『竹島=独島問題入門 日本外務省『竹島』批判』新幹社, 2008

### 共編著
- 『松平不昧』島田成矩共編 山陰文化シリーズ 第22 今井書店, 1966
- 『近代島根の展開構造 (地方史研究叢書) 編. 名著出版, 1977
- 『山陰の城下町』 (山陰中央新報ふるさと文庫  編. 山陰中央新報社, 1983
- 『隠岐国維新史 隠岐騒動の再評価』 (山陰中央新報ふるさと文庫 共著. 山陰中央新報社, 1986
- 『過疎問題と地方自治体』編著. 多賀出版, 1991
- 『島根県の環日本海交流 地域からの国際化』編. 松江今井書店, 1993
- 『鳥取県の歴史』 (県史 真田廣幸,日置粂左ヱ門共著. 山川出版社, 1997
- 『図説日本の歴史 32 図説島根県の歴史』責任編集 河出書房新社, 1997
- 『韓国江原道と鳥取県 相互理解への道』今村実,齊木恭子共著. 富士書店, 1999
- 『竹島=独島論争 歴史資料から考える』朴炳渉共著. 新幹社, 2007
- 『史的検証竹島・独島』金柄烈共著. 岩波書店, 2007